# Wybory parlamentarne w Szwecji w 1976 roku
Wybory parlamentarne w Szwecji odbyły się 19 września 1976. W ich wyniku po raz pierwszy od 40 lat większość w Riksdagu uzyskała centroprawica.
Frekwencja wyborcza wyniosła 91,8%. Oddano 5 437 748 głosów ważnych oraz 19 295 (0,4%) głosów pustych lub nieważnych.

## Wyniki wyborów
| Lista                                          | Liczba głosów | % głosów | +/- % | Liczba mandatów | +/- |
| ---------------------------------------------- | ------------- | -------- | ----- | --------------- | --- |
| Szwedzka Socjaldemokratyczna Partia Robotnicza | 2 324 603     | 42,7     | -0,9  | 152             | -4  |
| Partia Centrum                                 | 1 309 669     | 24,1     | -1    | 86              | -4  |
| Umiarkowana Partia Koalicyjna                  | 847 672       | 15,6     | +1,3  | 55              | +4  |
| Ludowa Partia Liberałów                        | 601 556       | 11,1     | +1,7  | 39              | +5  |
| Partia Lewicy – Komuniści                      | 258 432       | 4,8      | -0,5  | 17              | -2  |
| Chrześcijańscy Demokraci                       | 73 844        | 1,4      | -0,4  | 0               | ±0  |
| inni                                           | 21 972        | 0,4      |       | 0               |     |
| Razem                                          | 5 437 748     | 100      |       | 349             | -1  |